# 빌 리처드슨
윌리엄 블레인 리처드슨(영어: William Blaine Richardson, 1947년 11월 15일~2023년 9월 1일)은 미국의 정치가이다. 빌 리처드슨(영어: Bill Richardson, 문화어: 빌 리차드슨)으로 널리 알려져 있다. 하원의원, 유엔대사, 에너지장관을 거친 후 2003년부터 뉴멕시코주 주지사로 재직하였고, 2023년 9월 1일 매사추세츠주 채텀의 여름 별장에서 별세했다.
캘리포니아주에서 태어났으며, 모친은 멕시코 계통의 히스패닉이다. 매사추세츠주의 터프츠 대학교에서 국제정치학을 전공했으며, 학업을 마친 후 처음에는 공화당 소속 정치인 밑에서 일했다.
뉴멕시코주로 이주한 후 민주당으로 소속을 바꾸어 1980년 연방 하원의원 선거에 출마하였으나 낙선했으며, 1982년 다시 도전하여 하원의원에 당선되어 1983년부터 하원의원으로 재직했으며, 이후 1996년 선거때까지 계속 당선되었다.
하원의원으로 재직하면서 외교 관계에서 명성을 쌓아 여러 국제 분쟁 지역을 방문했으며, 1996년에는 이라크를 방문하여 사담 후세인 대통령을 만나기도 하였다. 또한 조선민주주의인민공화국도 여러 차례 방문하여 미국과 조선민주주의인민공화국 사이의 대화창구 역할을 하였고, 협상을 통해 조선민주주의인민공화국에 억류된 미국인들을 구출하는 데 기여하였다.
이러한 공적을 인정받아 1997년 빌 클린턴 대통령은 그를 유엔 주재 대사로 임명하였다. 1년 여 간 유엔 주재 대사로 근무하던 중, 빌 클린턴 대통령은 1998년 8월 그를 에너지부 장관으로 임명하여 빌 클린턴 정권이 끝날 때까지 장관으로 재직하였다.

## 뉴멕시코 주지사
2002년 11월에는 뉴멕시코 주지사 선거에 출마하여 공화당 후보를 꺾고 미국 역사상 히스패닉으로는 처음으로 주지사에 당선되어 그 이듬해인 2003년 취임하였다. 임기 첫해에는 '성장과 투자를 촉진하는 감세'(tax cuts to promote growth and investment)를 제안하고, 개인소득 감세정책을 시행하였다.
2004년 존 케리를 대통령 후보로 선출하는 민주당 전당대회에서는 의장을 맡았다. 2006년 11월 주지사 선거에서 공화당 후보를 압도적인 차이로 누르고 재선되었다. 한편 주지사로 재직하면서도 이전의 경력을 살려 외교정책에도 계속 관여하였다.
2003년에는 핵에너지 문제에 대해 논의하기 위해서 조선민주주의인민공화국 사절단과 만났으며, 2005년과 2007년에도 조선민주주의인민공화국에 직접 다녀오는 등 이로 인하여 미국에서 조선민주주의인민공화국의 사정에 가장 정통한 정치인의 하나로 손꼽히고 있다.
2006년 9월에는 수단에서 간첩 혐의로 체포된 미국인 기자인 폴 살로펙의 석방 협상을 위하여 수단을 방문하여 오마르 알바시르 대통령을 만나 송환을 성사시켰다. 2007년 1월에는 다시 수단을 방문하여 다르푸르 사태 해결을 위해 오마르 알바시르 대통령과 회담하여 반정부 세력들과의 60일간의 정전협정을 중재했다.
이와 같이 뉴멕시코 주지사로 재직하면서도 여러 외교적 활동으로 이름을 널리 알려 2008년 대통령 선거에서 민주당의 유력한 후보로 거론되었으나, 버락 오바마 후보를 지지하기로 하였다. 그러나 힐러리 클린턴 후보측에서는 빌 클린턴 정권과의 인연을 내세우며 오바마 후보를 지지한 것에 대하여 강하게 반발하였다.

## 역대 선거 결과
| 선거명      | 직책명                       | 대수  | 정당   | 득표율 | 득표수    | 결과 | 당락                     |
| ----------- | ---------------------------- | ----- | ------ | ------ | --------- | ---- | ------------------------ |
| 1980년 선거 | 하원의원(뉴멕시코 제1선거구) | 97대  | 민주당 | 48.99% | 120,903표 | 2위  | 낙선                     |
| 1982년 선거 | 하원의원(뉴멕시코 제3선거구) | 98대  | 민주당 | 64.49% | 84,669표  | 1위  | 뉴멕시코주 하원의원 당선 |
| 1984년 선거 | 하원의원(뉴멕시코 제3선거구) | 99대  | 민주당 | 60.81% | 100,470표 | 1위  | 뉴멕시코주 하원의원 당선 |
| 1986년 선거 | 하원의원(뉴멕시코 제3선거구) | 100대 | 민주당 | 71.30% | 95,760표  | 1위  | 뉴멕시코주 하원의원 당선 |
| 1988년 선거 | 하원의원(뉴멕시코 제3선거구) | 101대 | 민주당 | 73.11% | 124,938표 | 1위  | 뉴멕시코주 하원의원 당선 |
| 1990년 선거 | 하원의원(뉴멕시코 제3선거구) | 102대 | 민주당 | 74.46% | 104,225표 | 1위  | 뉴멕시코주 하원의원 당선 |
| 1992년 선거 | 하원의원(뉴멕시코 제3선거구) | 103대 | 민주당 | 67.42% | 122,850표 | 1위  | 뉴멕시코주 하원의원 당선 |
| 1994년 선거 | 하원의원(뉴멕시코 제3선거구) | 104대 | 민주당 | 63.59% | 99,900표  | 1위  | 뉴멕시코주 하원의원 당선 |
| 1996년 선거 | 하원의원(뉴멕시코 제3선거구) | 105대 | 민주당 | 67.25% | 124,594표 | 1위  | 뉴멕시코주 하원의원 당선 |
| 2002년 선거 | 뉴멕시코 주지사              | 30대  | 민주당 | 55.49% | 268,693표 | 1위  | 뉴멕시코 주지사 당선     |
| 2006년 선거 | 뉴멕시코 주지사              | 30대  | 민주당 | 68.82% | 384,806표 | 1위  | 뉴멕시코 주지사 당선     |